# 瑩輝照明
瑩輝集團有限公司，簡稱瑩輝集團（英語：Bright International Group Limited，港交所除牌時1163.HK），在1983年，由徐振森家族創立一家名為「上海瑩輝照明科技有限公司」。
業務則在中國內地、美國、加拿大等地區經營生產及銷售照明產品。而股份曾在1999年11月11日於香港交易所主板上市。
由於受到金融海嘯影響，在2009年進行收購林業（活動場地在廣東省北部），以及位於河北省7個金礦（也就是龍鳳金礦、馬柵子金礦、青龍地區、七道河鄉金礦、紫金金礦、赤龍金礦、響水溝金礦，以及大營子金礦）、山東省2個金礦（也就是蘇家口金礦，以及下潘格莊金礦），而原有部份虧損業務已終止。
到了最後在2010年10月14日，更名為德金資源集團有限公司。

## 外部連結
- BIG1163.com （页面存档备份，存于）
- BrightLighting.net （页面存档备份，存于）